# Juan Jairo Galeano
Juan Jairo Galeano (Andes, Antioquia, Colombia, 12 de agosto de 1962) es un exfutbolista colombiano. Jugaba de delantero.

## Trayectoria

### Jugador
Después de jugar con varios equipos de juveniles, incluida la Selección Antioquia, debutó el 18 de octubre de 1981 con Atlético Nacional, enfrentando al Deportes Quindío en la ciudad de Armenia reemplazando en el minuto 20 del segundo tiempo a Hernán "Bolillo" Gómez. durante su estancia en el Atlético Nacional ganó la Copa Libertadores en 1989 y la Copa Interamericana de 1990, además del campeonato colombiano en 1981. Es el noveno goleador histórico del club verdolaga con 67 tantos. Seguiría su carrera en Millonarios, club que dejaría un año más tarde, se retiró del balompié en el año de 1993

### Entrenador
Aún no se ha desempeñado como técnico principal en un equipo. En 2005 fue el Asistente de Santiago Escobar en Atlético Nacional a la postre campeón en ese primer semestre, tras ser destituido Santiago Escobar se va junto con el a dirigir al Deportivo Pasto y luego al Once Caldas. En 2009 fue el asistente de Carlos Mario Hoyos en el Itagui Ditaires, pero tras la salida de Hoyos del club antioqueño al final del año, anuncia su salida del equipo. Ya para 2011 se confirmó su vínculo como director de inferiores del Itaguí Ditaires; pero al ser nombrado el Sachi Escobar como Entrenador del Atlético Nacional, el andino dejó su cargo en el Itaguí Ditaires, para ser nuevamente el asistente de Santiago Escobar como en 2005.

## Selección nacional
Con la Selección Colombia jugó 8 partidos y anotó un gol. Jugó la Copa América de 1987 y fue marginado de la Copa Mundial de Fútbol de 1990 por una lesión. Participó en el Campeonato Sudamericano Sub-20 de 1981 y en el Preolímpico de 1987, donde anotó dos goles.

### Participaciones enCopas América
| Torneo            | Sede      | Resultado    | PJ | GA | Asis |
| ----------------- | --------- | ------------ | -- | -- | ---- |
| Copa América 1987 | Argentina | Tercer lugar | 4  | 1  | 2    |

### Participaciones enEliminatorias al Mundial
| Eliminatoria                         | Sede del Mundial | Posición                                                | Resultado   | PJ | GA | Asis |
| ------------------------------------ | ---------------- | ------------------------------------------------------- | ----------- | -- | -- | ---- |
| Eliminatorias Mundial de Italia 1990 | Italia           | 1°lugar 6pts Grupo 2 (Ganador Repesca Intercontinental) | Clasificado | 2  | 0  | 0    |

## Clubes
| Club                   | País     | Año       |
| ---------------------- | -------- | --------- |
| Atlético Nacional      | Colombia | 1980-1991 |
| Millonarios            | Colombia | 1991-1992 |
| Envigado F. C.         | Colombia | 1992      |
| Independiente Medellín | Colombia | 1993      |
| Deportivo Pereira      | Colombia | 1993      |

## Palmarés

### Campeonatos nacionales
| Título           | Club              | País     | Año  |
| ---------------- | ----------------- | -------- | ---- |
| Primera División | Atlético Nacional | Colombia | 1981 |

### Copas internacionales
| Título              | Club              | País     | Año  |
| ------------------- | ----------------- | -------- | ---- |
| Copa Libertadores   | Atlético Nacional | Colombia | 1989 |
| Copa Interamericana | Atlético Nacional | Colombia | 1990 |